# タスマン地方

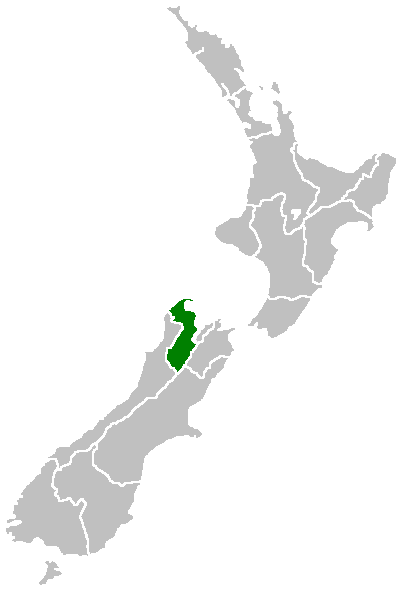

タスマン地方（タスマンちほう、英: Tasman Region）は、ニュージーランドの南島北西部に位置する地方。中心都市はリッチモンド。
周辺地域は9786平方キロメートル、周辺人口は4万7200人（2006年）。ネルソン地方に隣接し、ワインの産地として名高い。タスマン海とゴールデン湾に接する。アベル・タスマン国立公園などがある。